# Diaea semilutea
Diaea semilutea är en spindelart som beskrevs av Simon 1903. Diaea semilutea ingår i släktet Diaea och familjen krabbspindlar.
Artens utbredningsområde är Ekvatorialguinea. Inga underarter finns listade i Catalogue of Life.